# Günther Senger
Günther Senger (* 5. März 1903; † im 20. Jahrhundert) war ein deutscher Politiker (NSDAP).
Senger besuchte das Gymnasium, ohne einen Abschluss zu machen und arbeitete als Bürogehilfe. Am 1. August 1930 trat er der NSDAP bei (Mitgliedsnummer 280.079). Er war Kreisleiter der NSDAP im Kreis Labiau und wurde im Mai 1931 Gaukommissar für die Kreise Labiau und Wehlau. 1933 war er für den Kreis Königsberg-Land und die NSDAP Mitglied im letzten Provinziallandtag der Provinz Ostpreußen. August 1933 wurde er Kreisleiter im Kreis Rastenburg und war 1935 Kreisleiter im Kreis Osterode in Ostpreußen und gleichzeitig Bürgermeister von Osterode in Ostpreußen.